# Hayley Kiyoko
Hayley Kiyoko Alcroft, född 3 april 1991 i Los Angeles, är en japansk-amerikansk skådespelerska, sångerska och låtskrivare. Hon gjorde bland annat rollen som Velma Dinkley Scooby-Doo The Mystery Begins och Curse of the Lake Monster, liksom Stella Yamada i Disney Channelfilmen Lemonade Mouth. I februari 2015 gav hon ut sin första solo-EP.
Hon gjorde rollen som Raven Ramirez i CSI Cyber 2015.
Kiyoko är en homosexuell kvinna. Genom sin musik arbetar Kiyoko för att normalisera lesbiska relationer i ett samhälle och en musikbransch som hon ser som mycket heteronormativ.

## Filmer
- Lemonade Mouth
- Blue Lagoon: The Awakening
- Adrift
- Hello, My Name is Frank
- Insidious: Chapter 3
- Jem and the Holograms
- XOXO

## TV Serier
- Unfabulous
- Scooby-Doo! The Mystery Begins
- Scooby-Doo! Curse of the Lake Monster
- Wizards of Waverly Place
- Zeke and Luther
- The Vampire Diaries
- The Fosters
- CSI: Cyber